# TONIKAWA: Over the Moon for You
Fly Me to the Moon (японською: ト ニ カ ク カ ワ イ イ, Хепберн: Tonikaku Kawaii, досл. "Неймовірна в будь-якому випадку" або "Гарненька, як не крути", стилізована назва: Tonikaku Cawaii, українська назва: Казкова красуня: забери мене на місяць), також відома за межами Японії як Tonikawa: Over the Moon for You, - японська серія манґи, написана та проілюстрована Кенджиро Хатою. Серіалізована у Shogakukan's Weekly Shōnen Sunday з лютого 2018 року. Історія розповідає про підлітка-генія Насу Юдзакі та розвиток його стосунків з його новою дружиною Цукасою, що рятує його в автокатастрофі на початку історії. Адаптація телевізійного аніме-серіалу від Seven Arcs відбулася в жовтні 2020 року на Tokyo MX та інших каналах. У Північній Америці манґа ліцензована Viz Media.

## Сюжет
Насу Юдзакі, хлопчика зі своєрідним іменем, збиває вантажівка в день вступних іспитів до середньої школи. Його рятує дівчина і вдячний Насу зізнається їй щодо своїх до неї романтичних почуттів на автобусній зупинці. Дівчина, Цукаса Цукуйомі, погоджується стати його дівчиною, але лише в тому випадку, якщо спершу вони візьмуть шлюб. Коли Наса, який попередньо вирішує не ходити до старшої школи у пошуках Цукаси, досягає свого 18-річчя, він досі розмірковує щодо обіцянки, яку дав був того дня. Раптово Цукаса з’являється біля його порога з бланком щодо одруження, ініціюючи їхні стосунки та шлюб. Хоча прив'язана нерідна молодша сестра Цукаси спершу відмовляється прийняти їхні стосунки, вона врешті, визнає Насу членом її родини.
Під час розвитку стосунків Наси та Цукаси вони стають більш близькими з кожнем днем. До початку 14 розділу пара починає триматися за руки, обіймати одне одного і цілуватися  У попередніх розділах манги другорядний персонаж на ім'я Айя Арісаґава, яка закохана в Насу, вважає, що Наса і Цукаса - лише родичі, а не молода пара. Коли вона дізнається, що Насу та Цукаса таки перебувають у стосунках, це стає для неї шоком, та незважаючи на це, врешті-решт вона приймає це, та підтримує Насу у його стосунках.

## Оцінки медіа
Fly Me to the Moon написана і проілюстрована Кенджиро Хата. Серіалізація манґа розпочалася у 12-му випуску Shogakukan's Weekly Shōnen Sunday у 2018 році дебютними двома розділами, перший з яких був випущений 14 лютого 2018 р. 